# Jefferson Starship
Jefferson Starship est un groupe américain de rock formé au début des années 1970 par d'anciens membres de Jefferson Airplane.

## Historique

### Origines
Le nom « Jefferson Starship » apparaît pour la première fois en 1970 sur la pochette de Blows Against the Empire, un album solo de Paul Kantner réalisé avec l'aide de plusieurs membres de Jefferson Airplane, au premier rang desquels sa compagne, la chanteuse Grace Slick, mais aussi avec des musiciens du Grateful Dead, de Santana et de CSNY.
Quelques années plus tard, le nom de Jefferson Starship est réutilisé par Kantner à l'occasion des séances d'enregistrement de l'album Manhole de Grace Slick, auxquelles participent entre autres John Barbata (batterie), Craig Chaquico (guitare), David Freiberg (claviers) et Pete Sears (basse). Rejoints par le violoniste Papa John Creach, ils enregistrent le premier véritable album de Jefferson Starship, Dragon Fly, qui sort en 1974. Le chanteur Marty Balin (ex-Airplane) y participe comme invité, puis les rejoint au début de l'année suivante.

### Succès et troubles

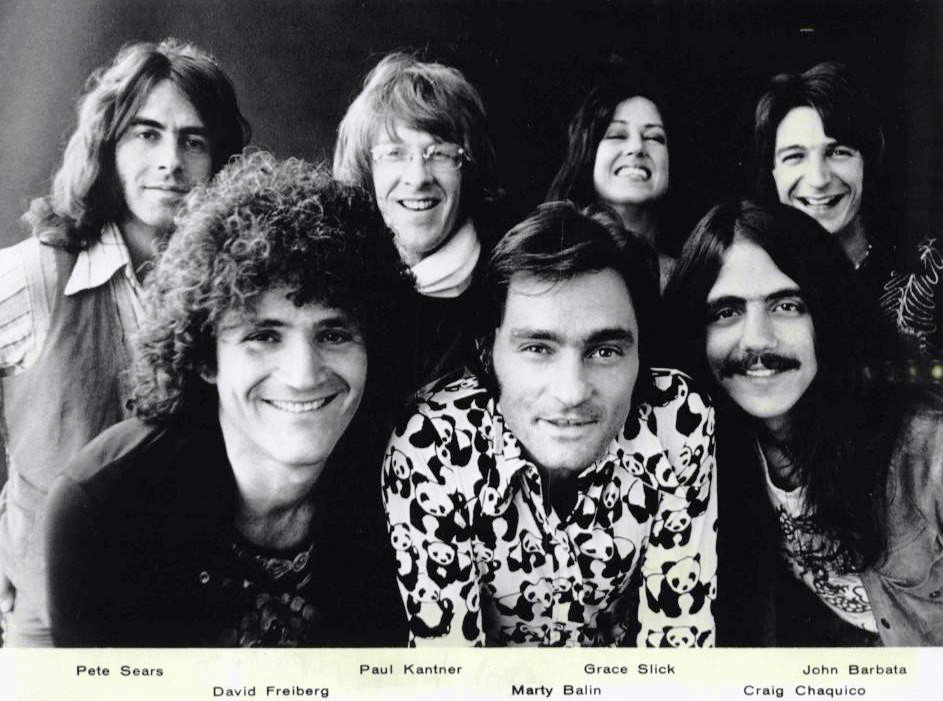
Jefferson Starship en 1976.

Les trois albums suivants de Jefferson Starship, Red Octopus (1975), Spitfire (1976) et Earth (1978), sont de grands succès commerciaux (disques de platine aux États-Unis). Le premier inclut notamment la ballade Miracles, écrite par Marty Balin. En 1978, le groupe participe au téléfilm Au temps de la guerre des étoiles. Cette même année voit le départ des deux principaux chanteurs du groupe, Grace Slick (minée par son alcoolisme) et Marty Balin. Pour les remplacer, le chanteur Mickey Thomas est engagé. La même année, Barbata laisse la place de batteur à Aynsley Dunbar.
Après un Freedom at Point Zero (1979) qui embrasse pleinement l'arena rock à la mode à l'époque, Grace Slick fait son retour pour les trois albums suivants du groupe : Modern Times (1981), Winds of Change (1982) et Nuclear Furniture (1984), ce dernier avec Donny Baldwin en remplacement d'Aynsley Dunbar. Mécontent de l'orientation musicale prise par le groupe, Kantner décide de le quitter en 1984. Une longue querelle juridique s'ensuit, au terme de laquelle Jefferson Starship est rebaptisé simplement « Starship ».

### Starship
David Freiberg quitte Starship durant les séances d'enregistrement de son premier album sous ce nom, Knee Deep in the Hoopla (1985). Celui-ci contient les singles We Built This City et Sara qui se classent tous deux en tête des ventes aux États-Unis. Le groupe connaît un troisième succès deux ans plus tard avec Nothing's Gonna Stop Us Now, tirée de l'album No Protection qui accompagne la sortie sur les écrans du film Mannequin.
Pete Sears quitte Starship avant la sortie de No Protection, et Grace Slick le suit en 1988. Malgré ces départs, un troisième album voit le jour, Love Among the Cannibals (1989), avant que le manager Bill Thomson ne dissolve le groupe en 1990.

### Réunions
Kantner ressuscite le groupe deux ans plus tard sous le nom de « Jefferson Starship - The Next Generation », qui redevient rapidement « Jefferson Starship ». Un album studio, Jefferson's Tree of Liberty, voit le jour en 2008. De son côté, Mickey Thomas se produit également sous le nom de « Starship featuring Mickey Thomas », et sort un premier album sous ce nom en 2013 : Loveless Fascination. Les deux formations continuent à donner des concerts indépendamment l'une de l'autre.

## Discographie

### Albums studio
- 1974 : Dragon Fly (US #11)
- 1975 : Red Octopus (US #1)
- 1976 : Spitfire (US #3)
- 1978 : Earth (US #5)
- 1979 : Freedom at Point Zero (US #10)
- 1981 : Modern Times (US #26)
- 1982 : Winds of Change (US #26)
- 1984 : Nuclear Furniture (US #28)
- 1999 : Windows of Heaven
- 2008 : Jefferson's Tree of Liberty
- 2020 : Mother of the Sun

### Albums en concert
- 1995 : Deep Space / Virgin Sky
- 2001 : Across the Sea of Suns

### Compilations
- 1979 : Gold
- 1991 : Greatest Hits (Ten Years and Change 1979-1991)

### Filmographie
- 2023: Intro du film  Crazy Bear  (Crazy Bear)  - Titre 'Jane'

## Membres

### Membres actuels
- David Freiberg : chant, guitare, claviers, basse (1970, 1974-1984, depuis 2005)
- Donny Baldwin : batterie, percussions, chœurs (1982-1984, 2005, depuis 2008)
- Chris Smith : claviers, basse (depuis 1998)
- Cathy Richardson : chant, guitare (depuis 2008)
- Jude Gold : guitare (depuis 2012)

### Anciens membres
- Paul Kantner : guitare, chant (1974-1984, 1992-2016)
- Grace Slick : chant, claviers (1974-1978, 1981-1984)
- Peter Kaukonen : guitare (1974, 1994-1995)
- Jack Casady : basse (1992-2000)
- Craig Chaquico : guitare, claviers, chœurs (1974-1984)
- John Barbata : batterie (1974-1979)
- Papa John Creach : violon (1974-1975, 1992-1994)
- Pete Sears : basse, claviers, guitare, chœurs (1974-1984)
- Marty Balin : chant, guitare (1974-1978, 1993-2008)
- Steve Schuster : saxophone (1978-1979)
- Mickey Thomas : chant (1979-1984)
- Aynsley Dunbar : batterie, percussions (1979-1982)
- Peter Wolf : claviers (1984)
- Slick Aguilar : guitare (1992-2012)
- Prairie Prince : batterie, percussions (1992-2008)
- Tim Gorman : claviers (1992-1995)
- Darby Gould : chant (1992-1995, 2005)
- Diana Mangano : chant (1993-2008)
- Signe Anderson : chant (1993-1994)
- Gary Cambra : claviers (1995)
- Barry Flast : claviers (1995)
- Trey Sabatelli : batterie, percussions (1995)
- T Lavitz : claviers (1995-1998)
- Bobby Vega : basse (1998-2000)
- Chico Huff : basse (1998-2000)
- Tom Lilly : basse (2000)
- Jack Traylor : guitare, chant (2005)
- Rachel Rose : chant (2015-2016)